# Social media marketing
Il social media marketing o marketing nei social media è quella branca del marketing che si occupa di generare visibilità e interazioni su social media, comunità virtuali e aggregatori 2.0 per imprese, enti pubblici, associazioni, personalità.
Il Social Media Marketing racchiude una serie di pratiche che vanno dalla gestione dei rapporti online (PR 2.0) all'ottimizzazione delle pagine web fatta per i social media (SMO, Social Media Optimization). Il termine viene, infatti, comunemente usato per indicare la gestione della comunicazione integrata su tutte le diverse piattaforme che il Web 2.0 ha messo e mette continuamente a disposizione servizi reti sociali, siti condivisione di foto video e diapositive, comunità 2.0, wiki, etc. La caratteristica di queste piattaforme è che la proprietà delle stesse non è dell'azienda (o persona) che intende instaurare tali relazioni.
Il fine del social media marketing è quello di creare conversazioni con utenti/consumatori e instaurare quella che viene definita affinità. L'azienda, attraverso il proprio blog aziendale o social network, è infatti abilitata ad una relazione 1:1 che avvicina mittente e destinatario.
Un esempio comune di social media marketing è l'azione di marketing virale che si compie su YouTube o altri siti di Video sharing. L'azienda, dichiarando o meno la propria reale identità, pubblica un contenuto interessante e/o di intrattenimento con l'obiettivo di generare hype e diffusione dello stesso. Tramite il passaparola spontaneo tra utenti si produce un effetto virale che porta sempre più persone a visionare il video e, dunque, a far sì che il messaggio raggiunga più utenti/consumatori possibile.
Secondo quanto afferma Lloyd Salmons, primo chairman dell'Internet Advertising Bureau social media council "Il social media marketing non riguarda solo i grandi network come Facebook e MySpace, ma riguarda in generale il fatto che le marche abbiano conversazioni.".

## Caratteristiche
Il social media marketing si differenzia da ogni altro tipo di marketing perché permette alle aziende e ai clienti di interagire e commentare; un sistema sostanzialmente nuovo di ottenere feedback e consigli e di gestire l'assistenza clienti. Questo aspetto rappresenta una novità rispetto al marketing tradizionale che relega spesso il consumatore a mero spettatore che guarda la pubblicità. Il social media marketing offre ai consumatori una voce: il contenuto da solo non basta le aziende devono sapere interagire.
Il social media marketing si è evoluto come massima espressione dell'inbound marketing, abbattendo la vecchia scuola del marketing interruttivo. Le piattaforme Social più diffuse (Facebook, Twitter e Linkedin, instagram) offrono all'azienda statistiche precise sui gusti dell'utenza, per cui sarà molto facile far apparire la pubblicità (pay per click) di un prodotto solo al target interessato a quella categoria merceologica. Ciò permette minimo dispendio e massima resa in tempi molto brevi. Solitamente la figura che si occupa di effettuare una strategia è il Social media manager.
Seppure molti operatori professionali ascrivono il Social Media Marketing al Web Marketing, una ricerca svolta da una Startup Innovativa ha evidenziato come il Social Media Marketing non possa essere più subordinato al Web Marketing in quanto, nel tempo, gli elementi soggettivi sono diversi. Infatti, mentre il Web Marketing veicola il messaggio dall'azienda al consumatore attraverso i media digitali, quindi il flusso è quello tradizionale Azienda > Editore > Consumatore ma con vettore differente. Di converso il Social Media Marketing, utilizzando i Social Network come veicolo, fornisce la facoltà alle aziende di utilizzare i Consumatori non solo come destinatari passivi del messaggio promozionale ma anche come promotori attivi di quel messaggio. Gli elementi soggettivi del flusso cambiano in modo sostanziale fornendo maggiore credibilità al messaggio e diventano Azienda > Consumatore > Consumatore, dove il primo consumatore si pone come promotore autonomo del messaggio influenzando il secondo consumatore e fornendo maggiore incisività al messaggio.

## Le piattaforme Social
Il social network è una struttura indipendente che richiede l'iscrizione del singolo utente senza cui altrimenti non potrebbe interagire con gli altri utenti. Il social può però manifestarsi anche in altro modo, ovvero tramite il Blog, dentro cui l'utente può interagire sia con altri social sia commentando gli articoli, o attraverso le chat
- Facebook è il social network più diffuso e versatile, offre la possibilità di creare veri e propri siti con quasi tutte le funzionalità dei siti web tramite creazione di applicazioni che utilizzano i frame, compreso il commercio elettronico.
- Twitter consente lo scambio di messaggistica veloce ed inoltre l'inserimento di loghi aziendali, immagini e una pagina personalizzata.
- Google+ è un social network innovativo che offre funzionalità simili a facebook, seppur con alcune differenze. Permette di comunicare tramite una videochat definita hangouts e condividere file istantaneamente.
- YouTube consente la pubblicazione di filmati e la creazione di un you-tube channel dove si possono caricare video aziendali e presentazioni aziendali con pagina personalizzata e inserimento dei link al sito aziendale.
- Linkedin consente la pubblicazione di una pagina senza personalizzazione grafica con presentazione aziendale in scrittura libera fino a tre link per il sito aziendale e varie informazioni seguendo uno schema predefinito.
- Pinterest, social network basato sulla condivisione di fotografie, video e immagini.
- Behance consente di condividere opere di art direction, visual design ma anche danza, gli artisti possono interagire tra loro e accrescere la reputazione
- Instagram consente agli utenti di scattare foto o registrare video, applicare filtri, e condividerle su numerosi servizi di social network.
- Flickr consente la pubblicazione di presentazioni aziendali con book fotografici, e inserimento di presentazione aziendale e link al sito aziendale.
- TikTok consente di realizzare e condividere video brevi con effetti grafici molto accattivanti
- Snapchat è il social network che per primo ha introdotto il concetto di contenuti visibili per un limitato periodo di tempo. Conta circa 238 milioni di utenti, in genere tra i 18 e i 30 anni.
- Periscope nata in concomitanza a Meerkat è la piattaforma di proprietà di casa Twitter che permette live broadcasting dal proprio dispositivo. Periscope, insieme a Meerkat è stata pioniera del live broadcasting.

### Blog
Elenco non esaustivo delle principali piattaforme di blog hosting:
- WordPress.com consente la pubblicazione di articoli con link
- Joomla! consente la pubblicazione di articoli con link
- Blogger consente la pubblicazione di articoli con link e la personalizzazione della pagina con logo aziendale e link e abbonamento al canale con feeds.
- Disqus è uno dei più diffusi plugin da applicare a piattaforme blog per permettere agli utenti di commentare gli articoli
- Tumblr è una piattaforma di microblogging e social networking che consente di creare un tumblelog offrendo la possibilità all'utenza di creare un blog dove postare contenuti multimediali.

### Chat
WhatsApp è la più famosa applicazione di messaggistica istantanea dedicata alla comunicazione diretta e di gruppo, utilizzato nel social media marketing per sviluppare nuovi contatti anche commerciali e proporre scambi di materiale fotografico, video, documenti, links e presentazione prodotti. Altri software di comunicazione istantanea possono essere usati, come Skype, per fare chiamate o videochiamate, o Telegram, il quale consente anche di creare dei canali per diffondere dei messaggi ad un grande pubblico.
Telegram è un servizio di messaggistica istantanea e broadcasting basato su cloud ed erogato senza fini di lucro dalla società Telegram LLC, una società a responsabilità limitata con sede nel Regno Unito, fondata dall'imprenditore russo Pavel Durov. I client ufficiali di Telegram sono distribuiti come software libero per Android, GNU/Linux, iOS, MacOS, Windows NT e Windows Phone.
 Messenger. è una app di messaggistica istantanea evolutasi dalla sezione di messaggistica interna a Facebook. Messenger è tra le app di messaggistica più popolari al mondo e conta la maggior parte dei propri utenti negli Stati Uniti.

## Metriche

### Rapporti sul sito web
Ciò comporta il monitoraggio del volume di visite, lead e clienti a un sito Web dal singolo canale social. Google Analytics è uno strumento gratuito che mostra il comportamento e altre informazioni, come dati demografici e tipo di dispositivo utilizzato, dei visitatori del sito Web provenienti dai social network. Questa e altre offerte commerciali possono aiutare i marketer nella scelta dei social network e delle attività di social media marketing più efficaci.

### Dati sul ritorno sull'investimento
L'obiettivo finale di qualsiasi sforzo di marketing è generare vendite. Sebbene i social media siano un utile strumento di marketing, spesso è difficile quantificare in che misura contribuiscano al profitto. Il return on investment può essere misurato confrontando il valore dell'analisi di marketing con il database dei contatti o il CRM e collegando gli sforzi di marketing direttamente all'attività di vendita. Vedi anche: Ritorno sull'investimento

### Tassi di risposta dei clienti
Diversi clienti si stanno rivolgendo ai social media per esprimere il loro apprezzamento o frustrazione per marchi, prodotti o servizi. Pertanto, gli esperti di marketing possono misurare la frequenza con cui i clienti discutono del loro marchio e giudicare quanto siano efficaci le loro strategie del marketing sul social. In studi recenti, il 72% delle persone intervistate ha dichiarato di aspettarsi una risposta ai propri reclami su Twitter entro un'ora.

## Il Social Media Manager
Il Social Media Manager è una figura professionale che si rivolge alle aziende, alle organizzazioni o alle istituzioni, ma anche a figure pubbliche e VIP che vogliono curare la propria immagine sui social network. Si occupa principalmente di realizzare una strategia di comunicazione da mettere in atto sui principali social come Facebook, YouTube, Instagram, Twitter, Pinterest ecc.
Gli obiettivi di un Social Media Manager possono essere diversi, ad esempio migliorare la notorietà di marca, l'immagine di una azienda, aumentare le vendite di un prodotto e altro. Spesso si tratta di una persona laureata in scienze della comunicazione, oppure che abbia seguito dei corsi di formazione nell'ambito del web marketing. Questa figura è affiancata dal community manager, una professione simile ma distinta.